# Manfred Strößenreuther
Manfred Strößenreuther (* 16. Februar 1948 in Hankensbüttel; † 29. März 1986 bei einem Flugzeugabsturz in Speichersdorf) war ein deutscher Sportflieger und mehrfacher Welt- und Europameister im Kunstflug.

## Leben
Richard Strößenreuther, Vater von Manfred Strößenreuther, betrieb eine 1963 gegründete Flugschule in Speichersdorf. Nach einer Ausbildung zum Schreiner widmete Manfred Strößenreuther sich der Sportfliegerei, schon 1972 nahm er als Mitglied der deutschen Nationalmannschaft an der Weltmeisterschaft im Kunstflug in Salon-de-Provence teil. 1973 gewann er den in Jugoslawien ausgetragenen Zadar-Cup und hatte Ende der 70er bis Mitte der 80er Jahre weitere sensationelle Erfolge: Mehrfacher deutscher Meister, Europa- und sogar Weltmeister im Kunstflug (1976 in der „Bekannten Pflicht“ in Kiew, 1978 in Budweis in der „Unbekannten Pflicht“). Seine sportlichen Erfolge errang er zunächst auf einem Doppeldecker Pitts S-1 und später auf seiner Zlín Z-50. 1984 erwarb der Sänger Reinhard Mey bei Manfred Strößenreuther die Berechtigung zum Kunstflug auf Motorflugzeugen.
Für seine sportlichen Leistungen erhielt er von Bundespräsident Walter Scheel das Silberne Lorbeerblatt.

### Unfall
Am Karsamstag, den 29. März 1986, kollidierte Manfred Strößenreuther bei der Einweisung eines anderen Piloten auf der Fuji FA 200 mit einer Cessna 150, die in Speichersdorf Platzrunden übte. Die beiden Kleinflugzeuge kollidierten in etwa 30 Metern Höhe unweit der Start- und Landebahn. Alle vier Flugzeuginsassen, sowohl in der FA 200 als auch in der Cessna, kamen durch den Unfall ums Leben. Strößenreuther überlebte als einziger zunächst den Aufprall des Flugzeuges auf den Boden, starb aber kurze Zeit später an inneren Blutungen, die ihm sein Headset zugefügt hatte.
Heute erinnert noch seine Flugschule sowie eine nach ihm benannte Straße in Speichersdorf an den Sportflieger. Er hinterließ eine Frau und zwei Töchter, wobei die jüngere bei seinem Absturz gerade knapp 4 Monate alt war.

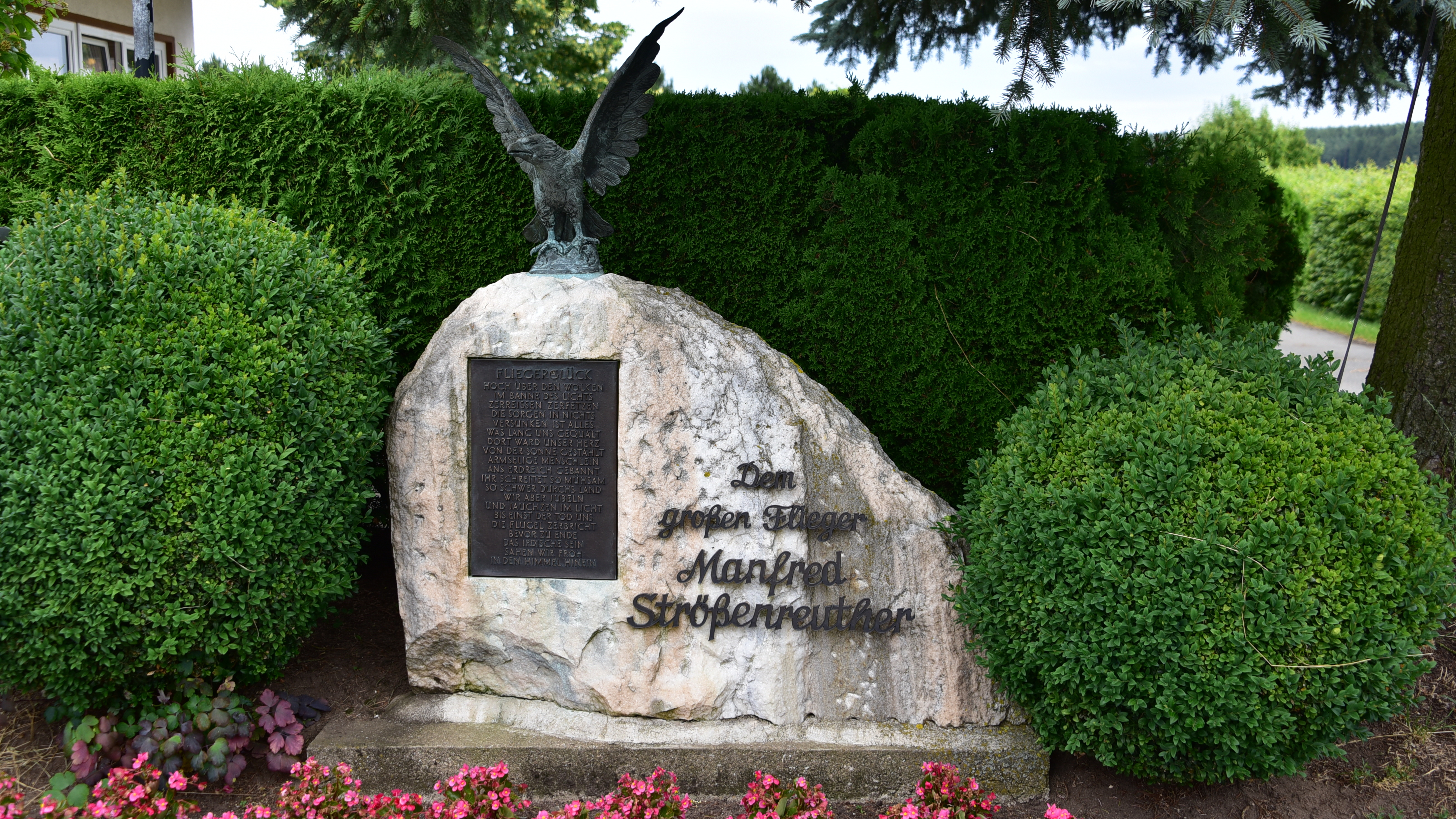
Flugplatz Speichersdorf, Gedenkstein Manfred Strößenreuther

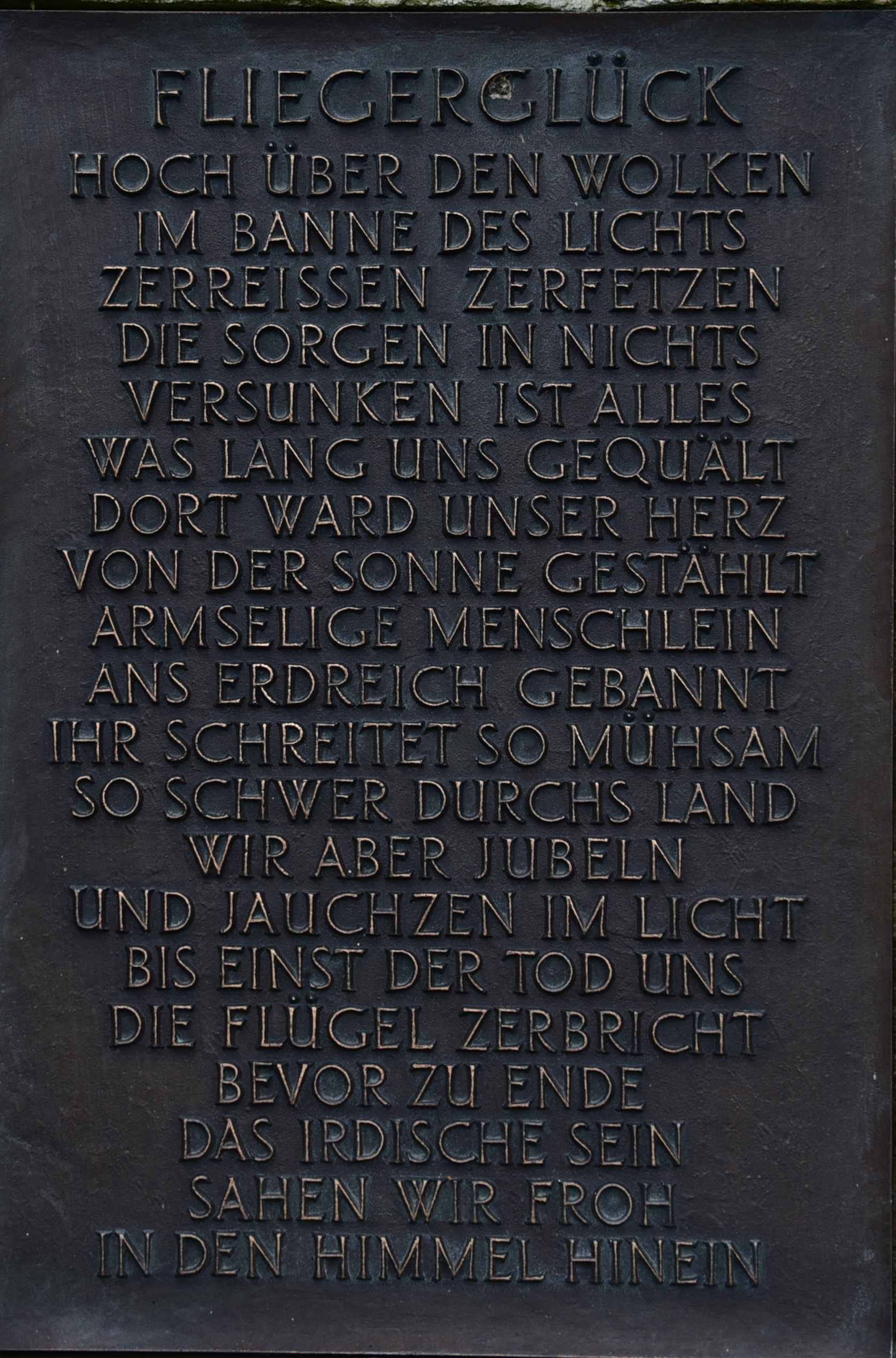
Detailansicht Texttafel

## Platzierungen bei Deutschen Meisterschaften
Manfred Strößenreuther erreichte bei Deutschen Meisterschaften folgende Platzierungen:
| Jahr | Ort               | Platz |
| ---- | ----------------- | ----- |
| 1985 | Faßberg           | 1.    |
| 1983 | Münster-Osnabrück | 1.    |
| 1981 | Damme             | 1.    |
| 1979 | Pegnitz           | 1.    |
| 1977 | Schmidgaden       | 2.    |
| 1975 | Straubing         | 1.    |
| 1973 | Marl-Loemühle     | 2.    |